# Severin Schlegel
Severin Schlegel (* 24. Juli 2004) ist ein liechtensteinischer Fussballspieler.

## Karriere

### Verein
Schlegel wechselte im März 2021 vom FC Triesen zum FC Vaduz. Seit Sommer 2022 spielt er für die zweite Mannschaft des Hauptstadtklubs.

### Nationalmannschaft
Schlegel bestritt zwischen 2017 und 2018 fünf Partien für die liechtensteinische U-15-Nationalmannschaft. 2019 spielte er achtmal im U-17-Team. Im September 2021 debütierte der Verteidiger für die U-21-Nationalmannschaft. Am 11. September 2023 gab er bei der 0:3-Niederlage gegen die Slowakei im Rahmen der Qualifikation zur Europameisterschaft 2024 sein Debüt für die A-Nationalmannschaft, als er in der 72. Minute für Ferhat Saglam eingewechselt wurde.